# LAE-32
D-Lysergsäuremonoethylamid (LAE-32) ist ein psychoaktives Derivat von Ergin. Die Verbindung wurde von der CIA im Rahmen des Projekts MKULTRA untersucht. Die CIA beschrieb LAE-32 als eine "umkehrbare chemische Lobotomie". Bei Schizophrenie-Patienten wirkte LAE-32 der paranoiden halluzinatorischen Erregung entgegen. Laut Aufzeichnungen ruft LAE-32 bei gesunden Personen einen Schizophrenieähnlichen Zustand hervor. Im Vergleich zum verwandten Lysergsäurediethylamid weist die Substanz eine Potenz von 5 % auf. Nach Albert Hofmann hat die wird der Stoff durch eine narkotische Komponente charakterisiert. In seinem Werk TiHKAL beschreibt der Chemiker und Pharmakologe Alexander Shulguin, dass Dosen von 500 bis 750 Mikrogramm einen Zustand der Apathie und Sedierung hervorgerufen.

## Rechtsstatus
Als Abkömmling der Lysergsäureamide unterliegt LAE-32 in Deutschland dem Neue-psychoaktive-Stoffe-Gesetz. Bis auf die im Gesetz definierten Ausnahmen sind Handel, Inverkehrbringen, Herstellung, die Verabreichung sowie das Verbringen von LAE-32 grundsätzlich strafbar.